# Rhyacophila lata
Rhyacophila lata is een schietmot uit de familie Rhyacophilidae. De soort komt voor in het Palearctisch gebied.